# Titius–Bode-szabály

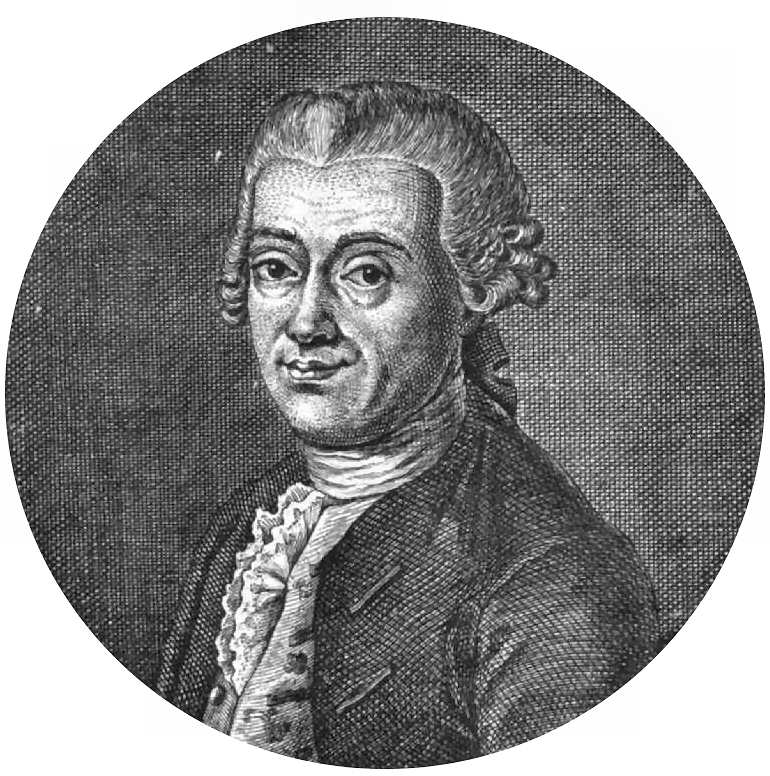
Johann Daniel Titius

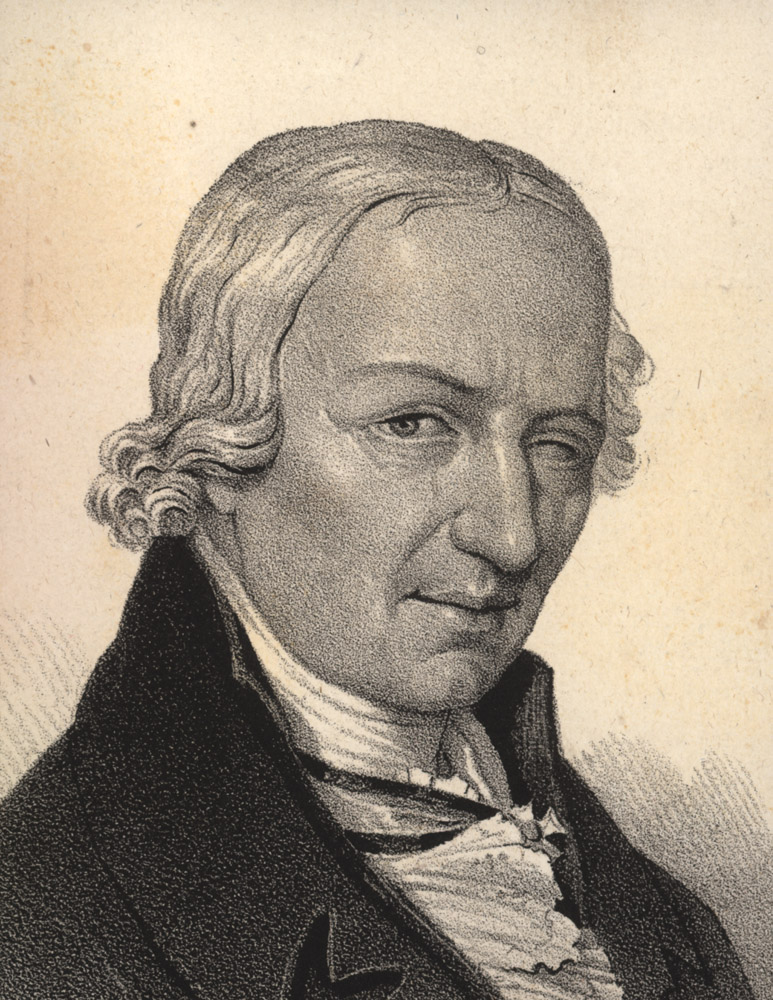
Johann Elert Bode

A Titius–Bode-szabály (ejtsd: tíciusz-bóde) vagy Bode-szabály annak a megfigyelése, hogy a Naprendszer bolygóinak pályái egyszerű mértani szabályszerűség szerint követik egymást.
1741-ben, amikor a bolygótávolságokat még csak egymáshoz viszonyítva ismerték, Christian von Wolff német csillagász észrevette, hogy a bolygótávolságok számsorában valami különös tapasztalható. A távolságok nem véletlenszerűek, hanem valamilyen törvényszerűség szerint követik egymást. A valódi távolságtól való eltérés (a sorba nem illeszthető Neptunuszt illetve az Erist leszámítva) minden bolygó esetében 5%-on belül van.
E törvényt Johann Daniel Titius német csillagász-matematikus említette először 1766-ban. Erre talált rá 1772-ben a berlini csillagvizsgáló igazgatója, Johann Elert Bode, aki 1778-ban öntötte végleges formába.
{\displaystyle R_{n}={\frac {4+3\cdot 2^{n}}{10}}}
Másképp felírva:
{\displaystyle R_{n}=0{,}4+0{,}3\cdot 2^{n}}
Itt Rn a Naptól számítva n. bolygó átlagos pályasugara csillagászati egységben. A legbelső bolygó, a Merkúr viseli a 0 sorszámot.
Dobó Andor magyar matematikus kidolgozta a szabály rekurzív képletét is:
{\displaystyle a_{n+1}=2\cdot a_{n}-0.4}
ahol a0 a Merkúr pályájának sugara, azaz 0,4.
Sok csillagász úgy gondolta, hogy ez csupán véletlen számtani egyezésnek tűnik, számokkal való játéknak, különösebb tartalom nélkül. Az egyezéseket azonban mégsem lehetett egyszerűen figyelmen kívül hagyni. Annak ellenére, hogy a törvény a nagyobb teljesítményű távcsövek megjelenése előtt jelent meg, figyelemre méltó előrejelzéseket adott. A szabály látszólagos igazolására először 1781-ben került sor, mikor William Herschel felfedezte az Uránuszt. Az eredmények alapján az 1700-as évek végén rendszeresen kutatva kezdték el keresni a 2,8 CsE távolságban keringő „hiányzó” bolygót. 1801. január 1-jén Giuseppe Piazzi felfedezte a hiányzó, új „bolygót”, a Cerest. Ahhoz túl kicsi volt, hogy a hiányzó bolygó hézagát „betömje”, de újraélesztette a Bode-szabály érvényességébe vetett hitet. Ennek hatására ezen a pályán egymás után több kisebb égitestet fedeztek fel (Pallas – 1802, Juno – 1804, Vesta – 1807). 1846-ban a francia Urbain Le Verrier és az angol John C. Adams egymástól függetlenül kiszámították az Uránusz pályaháborgásaiból egy lehetséges külső bolygó pozícióját, amit J.G. Galle fedezett fel. Távolságára 30,1 CsE-t mértek, a Bode-szabály szerint 38,8 CsE-nek kellett volna lennie.

## Elméleti magyarázatok
A Titius–Bode-szabályra szilárd elméleti bizonyosság nincs, de valószínűleg a pályarezonancia  és a szabadságfokok hiányának kombinációjával magyarázható: bármilyen stabil bolygórendszerben kellően magas valószínűséggel létrejön egy Titius–Bode-féle összefüggés. Emiatt inkább szabálynak, mintsem törvénynek lehet nevezni.
A nagyobb keringő testek pályarezonanciái olyan régiókat hoznak létre a Nap körül, amelyekben nem alakulhatnak ki hosszú időn keresztül stabil bolygópályák. Másképpen fogalmazva ez azt jelenti, hogy a stabil pályák bizonyos Naptól mért távolságokra korlátozódnak. A bolygókeletkezési szimulációk eredményei alátámasztják az elképzelést, hogy egy véletlenszerűen választott stabil bolygórendszer pályái valószínűleg kielégítenének egy Titius–Bode-szerű szabályt.
Dubrulle és Graner megmutatták, hogy a hatvány szerinti távolsági szabályok azon bolygórendszerek „összeomló felhő”-típusú modelljeinek következményei lehetnek, amelyek kétféle szimmetriával rendelkeznek: rotációs invarianciával (a felhő és tartalma tengelyesen szimmetrikus) és skálainvarianciával (a felhő és tartalma egyformán néz ki minden hosszúsági skálán). Ez utóbbi sok jelenség jellemzője. Megfontolandó, hogy afféle szerepet játszik a bolygórendszer kialakulásakor, mint a turbulencia.
Meglehetősen kevés rendszer van, amin a Bode-szabályt tesztelhetik. A nagybolygók közül kettőnek sok nagy holdja van, amelyek talán hasonló módon keletkeztek, mint maguk a bolygók.
A Jupiter négy nagy holdja – Galilei-holdak – és a legnagyobb belső hold – az Amalthea – távolságértékeiben szabályszerűség látszik, de nem Bode-távolságokra az anyabolygótól. A négy belső hold keringési ideje az őt követő hold keringési idejének körülbelül a kétszerese (1,769 – 3,551 – 7,155 – 16,68 nap). Az Uránusz nagyobb holdjainak is van szabályszerűségük, de ennek távolságértékei nem követik a Bode-szabályt.

## Értékek a Naprendszerben
| Bolygó      | n   | T-B szerinti távolság (CsE) | Valódi távolság (CsE) | Eltérés   |
| ----------- | --- | --------------------------- | --------------------- | --------- |
| Merkúr      | - ∞ | 0,4                         | 0,387                 | + 3,36%   |
| Vénusz      | 0   | 0,7                         | 0,723                 | - 3,18%   |
| Föld        | 1   | 1,0                         | 1,000                 | 0,00%     |
| Mars        | 2   | 1,6                         | 1,524                 | + 4,99%   |
| Kisbolygóöv | 3   | 2,8                         | 2,77                  | (+ 1,08%) |
| Jupiter     | 4   | 5,2                         | 5,203                 | - 0,06%   |
| Szaturnusz  | 5   | 10,0                        | 9,537                 | + 4,85%   |
| Uránusz     | 6   | 19,6                        | 19,191                | + 2,13%   |
| Neptunusz   | -   | -                           | 30,069                | -         |
| Plútó       | 7   | 38,8                        | (39,482)              | (- 1,73%) |
| Eris        | 8   | 77,2                        | (67,7)                | (+ 14,0%) |

A Naprendszer szomszédos bolygópályáinak rezonanciái:
| Belső bolygó | Jel | Rezonancia | Pontos érték | Jel | Külső bolygó |
| ------------ | --- | ---------- | ------------ | --- | ------------ |
| Merkúr       |     | 2 : 5      | (2 : 5,11)   |     | Vénusz       |
| Vénusz       |     | 8 : 13     | (8 : 13,004) |     | Föld         |
| Föld         |     | 1 : 2      | (1 : 1,88)   |     | Mars         |
| Mars         |     | 2 : 5      | (2 : 4,89)   |     | (Ceresz)     |
| (Ceresz)     |     | 2 : 5      | (2 : 5,15)   |     | Jupiter      |
| Jupiter      |     | 2 : 5      | (2 : 4,97)   |     | Szaturnusz   |
| Szaturnusz   |     | 1 : 3      | (1 : 2,85)   |     | Uránusz      |
| Uránusz      |     | 1 : 2      | (1 : 1,96)   |     | Neptunusz    |
| Neptunusz    |     | 2 : 3      | (2 : 3,01)   |     | Plútó        |

## Érvényessége a Naprendszeren kívül
A Titius–Bode-szabály exobolygórendszerekre is érvényes lehet: eddig az öt bolygóval övezett 55 Cancri rendszerében vizsgálták, és a módosított képlet két további bolygót is megjósolt.
A Szobrász csillagképben található TOI-178 katalógusjelű csillag vizsgálatakor a következő pálya rezonanciát (ismétlődést) figyelték meg: az öt külső bolygó keringési idejének aránya  a 18:9:6:4:3 lánccal írható le: mialatt a csillagtól számított második bolygó (az első a rezonancialáncban) 18 keringést végez, a harmadik bolygó (a második a rezonancialáncban) 9 keringést, és így tovább. 
Extraszoláris bolygórendszerek rezonanciapályái:
| Bolygók                           | Periódus [nap]  | Távolság [CsE] | Tömeg [MJUP] | Excentricitás |
| --------------------------------- | --------------- | -------------- | ------------ | ------------- |
| 1 : 2-es arányú rezonanciapályák: |                 |                |              |               |
| Gliese 876 c Gliese 876 b         | 30,1 60,94      | 0,13 0,20783   | 0,56 1,935   | 0,27 0,0249   |
| HD 73526 b HD 73526 c             | 188,3 377,8     | 0,66 1,05      | 2,9 2,5      | 0,19 0,14     |
| HD 82943 c HD 82943 b             | 219 441,2       | 0,746 1,19     | 2,01 1,75    | 0,359 0,219   |
| 1 : 3-as arányú rezonanciapálya:  |                 |                |              |               |
| 55 Cnc b 55 Cnc c                 | 14,67 43,93     | 0,115 0,24     | 0,784 0,217  | 0,0197 0,44   |
| 2 : 3-as arányú rezonanciapálya:  |                 |                |              |               |
| PSR 1257+12 c PSR 1257+12 d       | 66,5419 98,2114 | 0,36 0,46      | 0,013 0,012  | 0,0186 0,0252 |
| 2 : 5-ös arányú rezonanciapálya:  |                 |                |              |               |
| PSR 1257+12 b PSR 1257+12 c       | 25,262 66,5419  | 0,19 0,36      | 7e-05 0,013  | 0 0,0186      |

## Külső hivatkozások
- A Naprendszer szimmetriai elemzése
- (angolul) Indiana University – New theory of how planets form finds havens of stability amid turbulence (2005. február)